# Karsenia koreana
Karsenia koreana – gatunek płaza ogoniastego z rodziny bezpłucnikowatych (Plethodontidae). Jest pierwszym przedstawicielem Plethodontidae odkrytym w Azji.

## Budowa
Karsenia koreana osiąga niewielkie rozmiary – przedstawiciele obu płci są tej samej wielkości, osiągając długość 38,5–47,7 mm od pyska do steku. Ogólną budową przypomina bezpłucnikowate z rodzaju Plethodon, od których odróżnia ją budowa stępu, a także Aneides i Chiropterotriton. Ma stosunkowo krótkie kończyny. Kręgosłup składa się z jednego kręgu szyjnego, 16 lub 17 grzbietowych, jednego krzyżowego, trzech ogonowo-krzyżowych i zmiennej liczby ogonowych, maksymalnie 42. Czaszka K. koreana jest cylindryczna i dobrze skostniała, przez co wydaje się stosunkowo mocna. Zęby nie są powiększone. Czaszka mierzy około 8 mm długości, nie więcej niż 3 mm wysokości i 6 mm szerokości. Nie odnaleziono w niej cech autapomorficznych ani synapomorfii łączących karsenię z innymi rodzajami bezpłucnikowatych. Budowa czaszki jest mało wyspecjalizowana i prawdopodobnie przypomina czaszkę ostatniego wspólnego przodka Plethodontidae.

## Systematyka i ewolucja
Przeprowadzona przez Mina i współpracowników (2005) analiza filogenetyczna oparta na sekwencji genu Rag-1 sugeruje, że Karsenia koreana jest przedstawicielem Plethodontidae i należy do kladu obejmującego Aneides oraz Desmognathus i Phaeognathus, stanowiącego takson siostrzany kladu, do którego należą rodzaje Ensatina i Hydromantes. Hipoteza, według której Karsenia koreana miałaby należeć do rodzaju Plethodon, nie uzyskała wsparcia. Analizy wykorzystujące więcej genów jądrowych oraz kompletny genom mitochondrialny sugerują bliskie pokrewieństwo Karsenia z rodzajami (klasyfikowanymi niekiedy jako podrodzaje) Atylodes, Speleomantes i Hydromantes, w szczególności z ostatnim z nich; mogą one być taksonami siostrzanymi, choć w analizach nieobejmujących pozycji trzeciego kodonu mtDNA Karsenia jest siostrzana dla kladu Hydromantes + Aneides. Sugerowało to, że linie ewolucyjne prowadzące do Hydromantes i Karsenia rozdzieliły się w Azji niedługo po wymieraniu kredowym, około 65 mln lat temu, lub jeszcze pod koniec kredy. Według alternatywnej koncepcji, Karsenia należy do większego kladu bezpłucnikowatych, który powstał na zachodzie Ameryki Północnej. Hipoteza ta uzyskała wsparcie w molekularnej analizie przeprowadzonej przez Shena i in. (2016). Według niej Karsenia jest taksonem siostrzanym do wszystkich Plethodontinae z wyjątkiem Plethodon. W takim wypadku jej przodkowie prawdopodobnie skolonizowali Azję z Ameryki Północnej, nie wcześniej niż 45 mln lat temu.
Odkrycie Karsenia koreana dowodzi, że Plethodontidae mają w rzeczywistości holarktyczny zasięg występowania, jednak znacznie rozproszony. Biogeograficznie najbliższymi K. koreana bezpłucnikowatymi są Plethodon vehiculum i Ensatina eschscholtzi, występujące w Kolumbii Brytyjskiej.

### Genetyka
Pod względem cytogenetyki Karsenia przypomina większość pozostałych Plethodontidae. Jest diploidem, jej kariotyp składa się z czternastu par dwuramiennych chromosomów. U przebadanych osobników nie znaleziono dowodów na heteromorfizm chromosomów płci. Badanie za pomocą C-bandingu wskazuje na występowanie stosunkowo dużej ilości heterochromatyny w centromerach. Na chromosomie czternastym heterochromatyna układa się w dwa paski na każdym ramieniu, co przypomina schemat obecny u Hydromantes. Genom K. koreana jest duży – jego wartość C oceniono na około 53,5 pg. Pod tym względem również najbardziej przypomina on genomy bezpłucnikowatych występujących na zachodzie Ameryki Północnej, zwłaszcza Hydromantes.

## Historia odkryć
Holotypem jest dorosły samiec (EWNHM 80314) schwytany 12 kwietnia 2003 roku przez Stephena J. Karsena na wysokości 210 m n.p.m. w górskim lesie w Korei Południowej. Nazwa rodzajowa Karsenia honoruje Stephena Karsena, który zebrał holotyp, zaś epitet gatunkowy koreana odnosi się do Półwyspu Koreańskiego. We wrześniu 2007 roku Kanto Nishikawa odkrył w zbiorach Uniwersytetu w Hiroszimie okaz płaza ogoniastego, który zidentyfikował jako Karsenia koreana. Okaz ten został zebrany 7 maja 1971 roku na Gyeryong-san, prawdopodobnie przez członków wyprawy pod kierunkiem Hiroakiego Uedy. Przez ponad 30 lat nie spostrzeżono jednak, że reprezentuje on nieznany wcześniej nauce gatunek.

## Status
Karsenia koreana jest znana z ponad dwudziestu stanowisk, lokalnie bywa pospolita i ma stosunkowo duży zasięg występowania, dlatego według Międzynarodowej Unii Ochrony Przyrody nie należy do gatunków zagrożonych.